# Општина Парсков (Бузау)
Парсков (рум. Pârscov) општина је у Румунији у округу Бузау.
Oпштина се налази на надморској висини од 257 m.